# Cuspio Fado
Cuspio Fado (latino: Cuspius Fadus; fl. 44-46) fu il primo procuratore romano di Giudea.

## Biografia
Quando, nella primavera del 44, morì Erode Agrippa I, lasciò un regno vassallo dell'Impero romano e un successore, il figlio Erode Agrippa II, estremamente giovane. L'imperatore romano Claudio decise allora di riportare l'area sotto il diretto controllo romano: costituì la provincia di Giudea, aggiungendo al regno di Agrippa I – comprendente Iudaea, Idumea e Samaria – le regioni limitrofe di Galilea e Perea; decise inoltre di affidarne il governo non più ad un prefetto, come avveniva prima dell'ascesa al trono di Agrippa I, ma ad un procurator Augusti, un amministratore dell'imperatore. Fado fu il primo di tali procuratori, scelto anche per tenere sotto controllo il governatore della Siria Gaio Vibio Marso, il quale era stato acerrimo nemico di Agrippa; la scelta di un nuovo governatore impediva a Marso di estendere il suo controllo sulla Giudea. Tra le disposizioni ricevute da Fado vi fu quella di punire gli abitanti di Cesarea marittima e di Sebaste, i quali avevano disonorato la memoria di Agrippa e le immagini delle sue figlie: l'ordine dell'imperatore per Fado fu quello di mandare all'estero le truppe ausiliarie della Giudea (composte da abitanti delle due città) e di sostituirle con truppe siriane; a seguito delle richieste di perdono, l'imperatore tornò sulla sua decisione.
Nel 45, l'imperatore inviò ai sacerdoti ebrei una lettera in cui concedeva loro di custodire le vesti di sommo sacerdote; di ciò era stato informato Fado, in quanto in precedenza tali vesti dovevano essere conservate dal governatore romano.
Fado dovette anche confrontarsi e domare tre ribellioni di stampo messianico, e capeggiate da Teuda, da un Amram e da Eleazaro ben Dinai. In particolare il primo convinse una moltitudine di essere un profeta, e comandò loro di prendere con sé i propri beni e a seguirlo fino al Giordano, affermando di riuscire ad aprirne le acque con la propria parola; Fado inviò uno squadrone di cavalleria li fece uccidere, facendo mettere poi a morte Teuda e facendone arrivare la testa a Gerusalemme.
Durante il suo mandato ebbe probabilmente inizio una grave carestia che colpì la zona soprattutto durante il governo del successore di Fado, Tiberio Giulio Alessandro, entrato in carica nel 46.